# إسطركن إبريقي الشكل
إسطركن إبريقي الشكل (الاسم العلمي:Strychnos urceolata) هو نوع من النباتات يتبع جنس الإسطركن من الفصيلة اللوغانية.